# 拉罗克德萨尔克
拉罗克德萨尔克（法語：Laroque-des-Arcs，法語發音：[laʁɔk dez‿aʁk]）是法国洛特省的一个旧市镇，属于卡奥尔区。2017年1月1日，拉罗克德萨尔克与邻近的2个市镇合并为新市镇贝勒丰-拉罗兹，拉罗克德萨尔克为新市镇行政中心。

## 地理
拉罗克德萨尔克（44°28'33"N, 1°28'4"E）面积7.69 平方千米，位于法国奧克西塔尼大區洛特省，该省份为法国西南部内陆省份，北起顺时针与科雷兹省、康塔爾省、阿韦龙省、塔恩-加龙省、洛特-加龍省和多尔多涅省接壤。
与拉罗克德萨尔克接壤的市镇（或旧市镇、城区）包括：卡奥尔、拉马格德莱娜、瓦尔鲁菲耶、圣皮埃尔拉弗耶。
拉罗克德萨尔克的时区为UTC+01:00、UTC+02:00（夏令时）。

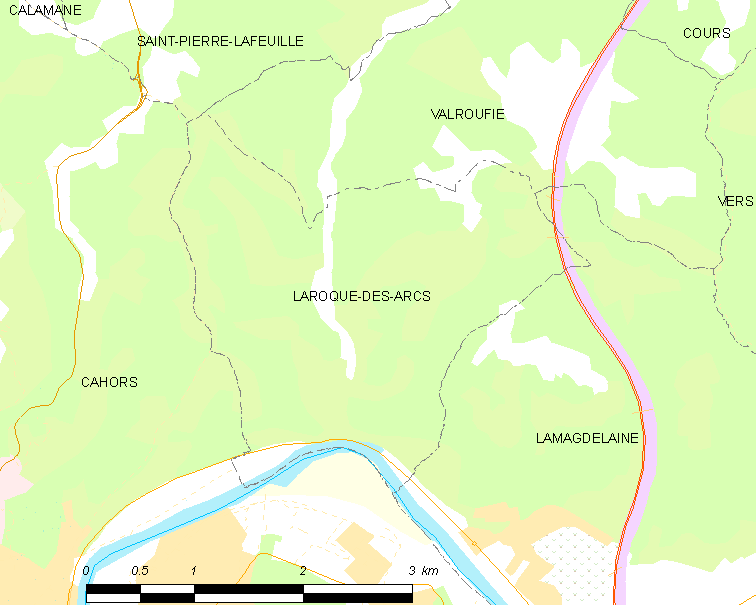
拉罗克德萨尔克的OSM定位图

## 行政
拉罗克德萨尔克的邮政编码为46090，INSEE市镇编码为46156。

## 政治
拉罗克德萨尔克所属的省级选区为卡奥尔第二县。

## 人口

1962-2008年间拉罗克德萨尔克人口变化图示

拉罗克德萨尔克于2018年1月1日时的人口数量为506人。